# Добковичі
Добковичі (пол. Dobkowice) — село в Польщі, у гміні Хлопиці Ярославського повіту Підкарпатського воєводства.
Населення — 899 осіб (2011).

## Історія
Село існувало ще за часів Галицько-Волинського князівства. Після анексії Галичини Польщею король Казимир III Великий в 1361 р. підтвердив руському князю Леву даний Матвієві Кальдофовичу привілей на села Боратин і Добковичі.
Шематизм 1830 року зафіксував у селі церкву (філіальна церква парохії Боратин) і 253 греко-католики.
На 01.01.1939 в селі проживало 1050 мешканців, з них 200 україномовних українців, 320 польськомовних українців, 500 поляків (проживали у присілку Піґани, де становили більшість, натомість у селі вживали українську мову), 30 євреїв. Село належало до ґміни Хлопіце Ярославського повіту Львівського воєводства.
16 серпня 1945 року Москва підписала й опублікувала офіційно договір з Польщею про встановлення лінії Керзона українсько-польським кордоном. Українці не могли протистояти антиукраїнському терору після Другої світової війни. У 1945 р. з села до СРСР було виселено 260 українців (66 родин), а решту — в 1947 р. на понімецькі землі.
У 1975—1998 роках село належало до Перемишльського воєводства.

## Демографія
Демографічна структура станом на 31 березня 2011 року:
|          | Загалом | Допрацездатний вік | Працездатний вік | Постпрацездатний вік |
| -------- | ------- | ------------------ | ---------------- | -------------------- |
| Чоловіки | 465     | 90                 | 315              | 60                   |
| Жінки    | 434     | 92                 | 239              | 103                  |
| Разом    | 899     | 182                | 554              | 163                  |

## Церква
У 1919 р. в селі збудовано дерев'яну церкву св. Івана Хрестителя, яка була філіальною парафії Боратин Ярославського деканату Перемишльської єпархії УГКЦ. Після депортації українців церкву в 1947—1992 рр. використовували під костел, пізніше — під склад будівельних матеріалів. У 1995 р. вписана до реєстру пам'яток.